# Deems Taylor
Deems Taylor (né Joseph Taylor, 22 décembre 1885 - 3 juillet 1966) était un compositeur, critique musical et promoteur américain de la musique classique. Il fut choisi par Walt Disney pour jouer le rôle du narrateur dans le long métrage d'animation Fantasia en 1939.